# Mennonitter
Mennonitter (også kaldet dåbssindede, gammelevangeliske dåbssindede eller gammeldøbere) er et protestantisk-anabaptistisk kirkesamfund. Navnet stammer fra den nederlandske præst Menno Simons. Mennonitterne praktiserer voksendåb (bekendelsesdåb) og forkaster både ed og militærtjeneste. På verdensplan findes i dag over 1 mio mennonitter.

## Historie
Mennonitternes historie begynder med etableringen af den første døbermenighed i Zürich i januar 1525. Konrad Grebel, Felix Manz og andre trosfæller af den schweiziske reformator Ulrich Zwingli kom til den opfattelse, at barnedåben ikke kunne passe sammen med skrifterne i det Nye Testamente. De ønskede, at båndet mellem kirken og staten skulle skæres, og at folk først skulle døbes, når de bevidst bekender deres kristne tro. Begivenheder i Zürich var optakten til døberbevægelsen, som i løbet af kort tid spredte sig til store områder i Schweiz, Østrig og Tyskland. Sammen med inspirationisterne (sværmere) og reformatoren Thomas Müntzer udgjorde de en væsentlig del af den såkaldte radikale reformation. Døberens fremtrædende ledere var blandt andet Balthasar Hubmaier, Michael Sattler, Hans Hut og Hans Denck. Mens de fleste døbere var fortalere for en kristen pacifisme, som de bekræftede i artiklerne fra Schleitheim i februar 1527, prøvede den militante del i februar 1534 at oprette et døbersk teokrati i den tyske by Münster. Andre steder solidariserede sig døbere med de antiklerikalske bønder i den tyske bondekrig. 
Af deres modstandere blev de kaldt gendøbere (anabaptister), fordi de også døbte voksne, som allerede var barnedøbt. Den lutherske kirke fastholdt begrebet gendøbere helt til midten af 1900-tallet. Op til 1700-tallet forfulgte både den lutherske, reformerte, katolske kirke og fyrsterne den nye reformatoriske bevægelse med stor grusomhed. Mange fik frataget ejendom, blev fordrevet fra deres hjem og led martyrdøden. I 1529 besluttede den tyske rigsdag det såkaldte gendøbermandat (mandat≈lov), som foreskrev dødsstraffen for gendøbere. 
Selvom de blev mødt med massiv modstand, nåede døberne også Nederlandene, hvor Menno Simons tilsluttede sig dem i 1536. Han samlede den pacifistiske del af bevægelsen og oprettede menigheder i det nederlandske og nordtyske område, hvor de nu blev kaldt mennonitter eller dåbssindede. Efter hans død splittede bevægelsen sig i en periode op i flamske, frisiske og waterlandske menigheder. I 1600-tallet var bevægelsen præget af modstanden mellem de mere liberale lammister (remonstrantiske dåbssindede) og de mere konservative sonnister. Også de gemt levende schweiziske brødre i Schweiz og Frankrig blev ikke forskånet for splittelsen. I 1693 udtrådte den konservative del under ledelse af Jakob Ammann af kirkesamfundet og kaldte sig amish. Den forblivende del kaldte sig nu også mennonitter eller dåbssindede. 
Mens mennonitterne i de nordlige Nederlandene med indførelsen af religiøs tolerance i 1579 kunne virke frit, var mennonitterne i andre lande fortsat offer for forfølgelse, tortur og martyrdød. I Schweiz måtte de gemme sig i bjergområderne. I det nuværende Belgien blev de helt udslettet. Ikke mindst trediveårskrigen førte til stor nedgang. Den fortsatte religiøse forfølgelse i store dele af Europa førte til  udvandringen til det daværende Vestprøjsen (stort set svarende til de nuværende polske voivodskaber Pomorskie og Kujawsko-pomorskie) og lidt senere også til Nordamerika, hvor mennonitiske immigranter etablerede en række nye byer og kolonier. Mennonitiske indvandrere bosatte sig her især i Pennsylvania og omkring de store søer. Mange af dem har bevaret deres tyske dialekt (pennsylvaniatysk eller plauttysk/nedertysk) op til i dag. 
I Vestprøjsen opdyrkede mennonittiske flygtninge fra Nederlandene sumpområderne ved Weichsels floddelta. De byggede diger og kanaler og kunne på den måde udnytte området til kvægdrift. Da det indbragte landets byer og godsejere en stor økonomisk fordel, fik mennonitterne lov til at dyrke deres tro uhindret. Da mennonitterne i Vestprøjsen kom under Prøjsen efter den polske deling i 1772, ændrede situation sig drastisk. De cirka 12.000 mennonitter afviste at gøre krigstjeneste for de prøjsiske konger, og selv om det blev godtaget, fik de ikke længere lov til at udvide deres område. Derfor udvandrede mange af dem på Katharina den Stores opfordring til Ukraine, hvor de grundlagde de to bosættelser Chortitza (i 1789) og Molotschna (i 1804). Begge udviklede sig hurtigt, og dannede nye aflæggere andre steder i Ukraine og Rusland. Men da den russiske zar indførte almindelig værnepligt i 1874 udvandrede igen cirka en tredjedel af mennonitterne til Manitoba i Canada og forskellige steder i USA. I løbet af 1920'erne udvandrede yderligere 23.000. Ved Sovjetunionens sammenbrud var der trods religionsforfølgelserne stadigvæk mange tysktalende mennonitter tilbage, og i løbet af få år udvandrede mere end 200.000 af dem til Tyskland. De danner i dag en stor del af den mennonitiske bevægelse i Tyskland. 
På verdensplan findes i dag over 1 mio mennonitter. Nuværende mennonitiske kirkesamfund i Europa er blandt andet Algemene Doopsgezinde Sociëteit i Nederlandene, Arbeitsgemeinschaft Mennonitischer Gemeinden i Tyskland, Konferenz der Mennoniten (Alttäufer) i Schweiz, Mennonitische Freikirche i Østrig og Association des Églises Évangéliques Mennonites i Frankrig. 
I 2002 nedsatte det Lutherske Verdensforbund og den Mennonistiske Verdenskonference en international studiekommission, der skulle kaste lys over forfølgelsestiden. I juli 2010 bad endelig det lutherske verdensforbund mennonitterne om tilgivelse for døberbevægelsens forfølgelse i reformationstiden og senere lærefordømmelser overfor mennonitterne  . 

### Danmark
I København eksisterede en lille menighed af mennonitter, der holdt til på Østerbro (Kristi Menighed). Da deres præst døde i slutningen af 1900-tallet, forsvandt menigheden lige så stille . Der var stadig en lille rest i Frederiksværk, hvor pastor Johannes Thalitzer havde en kirke i Nørregade indtil 1992. Op til midten af 1900-tallet fandtes der også en pietistisk-mennonitisk brødrekirke med forbindelser til Church of the Brethren i Nordamerika og med menigheder i både Danmark og Skåne. 
I 1800-tallet fandtes mennonitterne også i Fredericia. Op til i dag findes der en mennonitisk menighed i det tidligere danske Frederiksstad. Fra reformationstiden kan nævnes de to danske teologer Christopher Michelsen og Laurids Helgesen.

## Tro

### Hovedpunkter
Mennonitterne står for personlig tro, trosdåb (bekendelsesdåb), selvstændige menigheder (kongretionalisme), forkastelse af både ed og militærtjeneste og krav på ytrings- og religionsfrihed. Den enkelte skal af fri vilje vælge at tro. Det helt centrale element i mennonitternes tro er bjergprædikenen.
Mennoniterne tilhører fredskirkerne, som retter sig mod magtafkald og pacifisme, og som ofte træder til i politiske kriseområder. Mange mennonitter afviser enhver værnepligt og endda den del af skattebetalingen, som går til militære formål, mens andre gør militærtjeneste uden for kamptropperne.
Ifølge døbernes tradition omfatter deres lære følgende punkter:
- Omvendelse og genfødsel: For at kunne modtage frelsen i Jesus Kristus må et menneske omvende sig. Det består i en bevidst venden sig bort fra livet i syndefuldhed under mørkets magt og en hjemvenden til Gud og til et liv under hans ledelse gennem Jesus Kristus og helligånden. Afgørende er ikke selve omvendelsesoplevelsen, men derimod det at være blevet omvendt.
- Dåben bliver gennemført som en bekendelsesdåb. Det kan ske som fuldstændig neddykning eller ved overgydelse med vand, men det forudsætter altid en offentlig bekendelse af omvendelsen og Guds genfødsel. Det hører til frelsen, for Jesus siger: "Den, som tror og bliver døbt, skal blive frelst." (Markusevangeliet 16,16).
- Menighedsdisciplin: syndsbekendelse, anger over synder, genoptagelse af syndere i menigheden.
- Nadveren er et mindemåltid for de døbte troende, som erindrer om Kristi lidelse og død.

### Schleitheimer Artikler
Blandt de ældste trosbekendelser findes de Schleitheimer Artikler, som blev vedtaget den 24. februar 1527 af døbermenigheder fra Schweiz og Schwaben i den schweiziske by Schleitheim.
Dens syv overskrifter lyder:
- Dåb
- Ekskommunikation
- Brydning af brødet
- Adskillelse fra verden
- Præsten i kirken
- Sværd
- Ed

## Religiøs praksis
Mennonitternes religiøse praksis og levevis afviger fra hinanden. Fælles træk er den døberske tradition og engagementet i fredsarbejde og diakoni. 
Konservative mennonitter (Old Order Mennonites) i Amerika lever for eksempel i en udpræget distance til det moderne hverdagsliv og ligner dermed på mange områder amish-folket. Andre mennonitiske kirkesamfund har en mere liberal og økumenisk tilsnit. Til mennonitterne regnes også de mennonitiske brødre (Mennonite Brethren) og Brødre i Kristus (Brethren in Christ). 
Mennonitter bestræber sig på at være velgørende i Kristi navn, og de har stiftet hjælpeorganisationer som den Mennonittiske Katastrofetjeneste (Mennonite Disaster Service, MDS) og den Mennonittiske Hjælpetjeneste (Mennonite Central Committee, MCC) for at støtte nødstedte, hvad enten de er fremmede eller trosfæller.